# Pseudocochliobolus verruculosus
Pseudocochliobolus verruculosus är en svampart som beskrevs av Tsuda & Ueyama 1982. Pseudocochliobolus verruculosus ingår i släktet Pseudocochliobolus och familjen Pleosporaceae.   Inga underarter finns listade i Catalogue of Life.